# 陈巨锁
陈巨锁（1939年9月—），别署清凉子、隐堂，男，汉族，山西原平人，中国书法家，曾任中国书法家协会理事，山西省书法家协会副主席。